# 魏晓明
魏晓明（1964年12月—），男，汉族，山西武乡人，中华人民共和国政治人物。

## 生平
曾任中共安庆市委书记，2021年当选为安徽省人大常委会副主任，并于2023年1月连任。